# Фінікс-Лейк (Каліфорнія)
Фінікс-Лейк (англ. Phoenix Lake) — переписна місцевість (CDP) в США, в окрузі Туолемі штату Каліфорнія. Населення — 4264 особи (2020).

## Географія
Фінікс-Лейк розташований за координатами 38°0′33″ пн. ш. 120°18′28″ зх. д. / 38.00917° пн. ш. 120.30778° зх. д. (38.009229, -120.307781).  За даними Бюро перепису населення США в 2010 році переписна місцевість мала площу 28,85 км², з яких 28,52 км² — суходіл та 0,33 км² — водойми.

## Демографія
Згідно з переписом 2010 року, у переписній місцевості мешкало 4269 осіб у 1764 домогосподарствах у складі 1322 родин. Густота населення становила 148 осіб/км².  Було 1960 помешкань (68/км²).
Расовий склад населення:
| - 93,5 % — білих - 1,2 % — азіатів - 0,9 % — корінних американців - 0,4 % — чорних або афроамериканців - 0,1 % — вихідців з тихоокеанських островів - 1,2 % — осіб інших рас |

До двох чи більше рас належало 2,8 %. Частка іспаномовних становила 7,1 % від усіх жителів.
За віковим діапазоном населення розподілялося таким чином: 18,1 % — особи молодші 18 років, 55,2 % — особи у віці 18—64 років, 26,7 % — особи у віці 65 років та старші. Медіана віку мешканця становила 52,9 року. На 100 осіб жіночої статі у переписній місцевості припадало 96,5 чоловіків;  на 100 жінок у віці від 18 років та старших — 98,3 чоловіків також старших 18 років.
Середній дохід на одне домашнє господарство  становив 89 696 доларів США (медіана — 75 460), а середній дохід на одну сім'ю — 103 778 доларів (медіана — 91 127). Медіана доходів становила 46 779 доларів для чоловіків та 70 250 доларів для жінок. За межею бідності перебувало 5,5 % осіб, у тому числі 0,0 % дітей у віці до 18 років та 5,9 % осіб у віці 65 років та старших.
Цивільне працевлаштоване населення становило 1991 осіб. Основні галузі зайнятості: освіта, охорона здоров'я та соціальна допомога — 22,0 %, науковці, спеціалісти, менеджери — 14,8 %, роздрібна торгівля — 13,2 %, публічна адміністрація — 13,2 %.